# Novo Planalto
Novo Planalto is een gemeente in de Braziliaanse deelstaat Goiás. De gemeente telt 4.266 inwoners (schatting 2009).

## Aangrenzende gemeenten
De gemeente grenst aan Porangatu, São Miguel do Araguaia en Araguaçu (TO).